# Avessadas e Rosém
Avessadas e Rosém é uma freguesia portuguesa do município de Marco de Canaveses, com 11,14 km² de área e 1374 habitantes (censo de 2021). A sua densidade populacional é 123,3 hab./km².

## História
Foi criada aquando da reorganização administrativa de 2013, resultando da agregação das antigas freguesias de Avessadas e Rosém.

## Demografia
A população registada nos censos foi:
| Distribuição da População por Grupos Etários | Distribuição da População por Grupos Etários | Distribuição da População por Grupos Etários | Distribuição da População por Grupos Etários | Distribuição da População por Grupos Etários | Distribuição da População por Grupos Etários |
| -------------------------------------------- | -------------------------------------------- | -------------------------------------------- | -------------------------------------------- | -------------------------------------------- | -------------------------------------------- |
| Antes da agregação                           |                                              |                                              |                                              |                                              |                                              |
| Ano                                          | 0-14 anos                                    | 15-24 anos                                   | 25-64 anos                                   | >= 65 anos                                   | Total                                        |
| 2001                                         | 306                                          | 249                                          | 705                                          | 190                                          | 1450                                         |
| 2011                                         | 253                                          | 206                                          | 813                                          | 195                                          | 1467                                         |
| Após a agregação                             |                                              |                                              |                                              |                                              |                                              |
| Ano                                          | 0-14 anos                                    | 15-24 anos                                   | 25-64 anos                                   | >= 65 anos                                   | Total                                        |
| 2021                                         | 185                                          | 166                                          | 761                                          | 262                                          | 1374                                         |